# 둥바시역
둥바시역(중국어: 东坝西站)은 중국 베이징시 차오양구 장타이 지구와 둥바 지구가 만나는 둥바잔팡로(东八间房路)의 연선에 있고, 장타이 동로의 북강자(北崗子) 바허(坝河)·량마허(亮马河) 교차점 북측에 위치한 베이징 지하철 12호선의 지하철역이다. 강의 북쪽과 동쪽에는 12호선과 3호선이 공유하는 둥바 차량단이 위치하며, 그 입구와 출구도 이 역과 연결되어 있다. 이 역은 12호선의 1단계로 2024년 12월 15일에 개통하였다.

## 역 구조

### 층별 구조
| 지면     | 가도                            | 출입구                             |
| 지하 1층 | 대합실                          | 고객센터, 자동 발매기, 출입 게이트 |
| 지하 2층 | ←                               | ■ 12호선 쓰지칭차오 방면 (퉈팡잉)  |
| 지하 2층 | 섬식 승강장, 왼쪽 출입문이 열림 |                                    |
| 지하 2층 | →                               | ■ 12호선 둥바베이 방면 (둥바베이)  |

## 역사
이 역 프로젝트의 이름은 베이강쯔역(北岗子站)이었다. 2023년 7월 21일, "바허 7파" 중 하나인 고대 시양바 유적지와 가깝기 때문에 역명 계획에서 "시양바역(西阳坝站)"으로 변경되었다. 2024년 1월 3일 현재의 역명으로 공식 발표되어 제정되었다.

## 출입구
본 역에는 2개의 출입구가 있다.
|                         |                       |           |      |             |
| 출구                    | 지시                  | 출구 인근 | 사진 | 무장애 시설 |
| 出口 · A                | 장타이 동로(将台东路) |           |      | 빈칸        |
| 出口 · C                | 장타이 동로(将台东路) |           |      |             |
| 아이콘 설명: 엘리베이터 |                       |           |      |             |